# Фигерас, Монтсеррат
Монтсерра́т Фиге́рас (Montserrat Figueras; 15 марта 1942, Барселона — 23 ноября 2011, Бельятерра, провинция Барселона) — испанская (каталонская) певица (сопрано), исполнительница старинной музыки.

## Биография
Родилась в семье музыкантов-любителей, её отец играл на виолончели. В юности Монтсеррат изучала вокал и театральное искусство у Жорди Альбареды. Сотрудничала с ансамблем Ars Musicae de Barcelona под управлением Энрика Гисперта, который исполнял музыку Средневековья, Возрождения и эпохи барокко. Познакомилась здесь с Жорди Савалем, в 1968 году вышла за него замуж. Сын и дочь Саваля и Фигерас, Арианна и Ферран Савали, также стали музыкантами.
C 1966 года Монтсеррат изучала старинную вокальную технику. Она пришла к собственному индивидуальному стилю исполнения, основываясь непосредственно на оригинальных источниках и исключив влияния эпохи постромантизма.
В 1968—1986 годах супруги жили в Базеле, Фигерас училась в Schola Cantorum Basiliensis у Курта Видмена, Андреа фон Рам и Томаса Бинкли и в Музыкальной академии Базеля. Позднее она продолжила учёбу с Евой Краснай; к тому времени Монтсеррат становится одним из видных представителей поколения, исповедовавших новые технический и стилистический подходы в исполнении старинной музыки. В 1974 году Монтсеррат вместе с мужем и музыкантами Лоренцо Альпертом и Гопкинсом Смитом создала ансамбль Hespèrion XX (впоследствии Hespèrion XXI), исполнявший испанскую и европейскую музыку, созданную до 1800 года. В 1987 году Саваль и Фигерас основали хоровой ансамбль La Capella Reial de Catalunya, а также оркестр Le Concert des Nations (1989) и компанию звукозаписи Alia Vox.
Фигерас принимала участие в выступлениях ансамблей, вместе с мужем работала над саундтреком фильма «Все утра мира». Записала свыше 60 дисков. В составе ансамблей или соло исполняла Canto de la Sibila, Ninna Nanna, Misterio de Elche, Llibre Vermell de Montserrat.
Монтсеррат Фигерас — лауреат ряда премий, включая Грэмми. Получила французский Орден Искусств и литературы (2003), Крест Сант-Жорди от женералитета Каталонии (2011).
Скончалась от рака 23 ноября 2011 года в своем доме в Беллатерра (Серданьола-дель-Вальес, Барселона).